# Mittaghorn
Le Mittaghorn est un sommet des Alpes bernoises en Suisse. Il culmine à 3 895 mètres d'altitude.

## Géographie

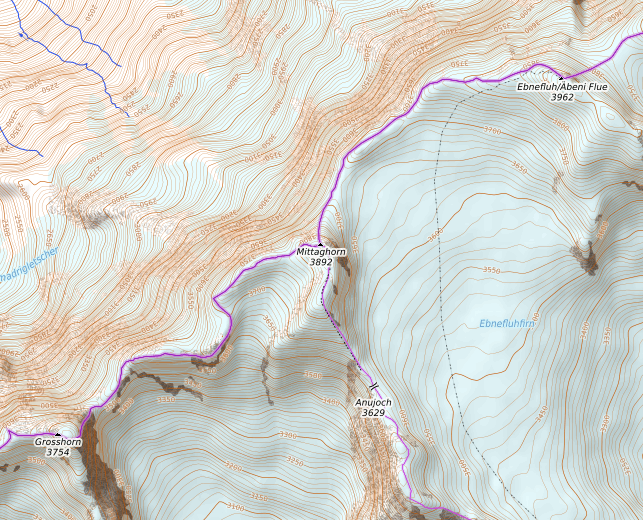
Carte topographique du Mittaghorn.

Le Mittaghorn est situé dans les Alpes bernoises à l'intersection de trois vallées : le Lötschental et la vallée du glacier d'Aletsch dans le canton du Valais et la vallée de la Lütschine dans le canton de Berne. Il est ainsi situé sur la ligne de partage des eaux entre mer Méditerranée et mer du Nord.
Sur son versant sud-ouest on trouve l'Anungletscher, glacier alimentant la Lonza. Sur son versant est le Grosser Aletschfirn, qui alimente le glacier d'Aletsch.